# Beulotte-Saint-Laurent
Beulotte-Saint-Laurent is een gemeente in het Franse departement Haute-Saône (regio Bourgogne-Franche-Comté) en telt 73 inwoners (2011). De plaats maakt deel uit van het arrondissement Lure.

## Geografie
De oppervlakte van Beulotte-Saint-Laurent bedraagt 14,0 km², de bevolkingsdichtheid is dus 5,2 inwoners per km².
De onderstaande kaart toont de ligging van Beulotte-Saint-Laurent met de belangrijkste infrastructuur en aangrenzende gemeenten.

## Demografie
Onderstaande figuur toont het verloop van het inwonertal (bron: INSEE-tellingen).